# People for the Ethical Treatment of Animals

PETA:s logotyp

People for the Ethical Treatment of Animals (PETA) är med sina nio miljoner medlemmar[källa behövs] och supportrar, världens största djurrättsorganisation. Organisationen grundades 1980 av aktivisten och den nuvarande PETA-ordföranden Ingrid Newkirk i Norfolk, Virginia i USA, där organisationen fortfarande har sitt säte. PETA kämpar mot pälsdjursuppfödning, köttindustrin, djurförsök, djur inom olika typer av underhållning, samt all annan typ av djuranvändning som organisationen ser som utnyttjande och dödande av djur. PETA avlivar 90% av alla de djur som de tar emot, enligt deras egna siffror. En rad kända profiler har ställt upp till förmån för PETA, bland annat fotomodellen Pamela Anderson, artisten Paul McCartney samt skådespelaren Joaquin Phoenix. 
Organisationen har fått kritik för sina militanta metoder och ekonomiskt stöd till organisationer som är förbjudna i USA.
PETA har även hamnat i blåsväder på grund av rapporter om att av de katter och hundar de har fått in i deras djurhem sen 1998 så har 41,359 av dem avlivats. En webbsida vid namn “PETAkillsanimals.com” har som syfte att rapportera om detta. I Newsweeks artikel om detta visades rapporterna vara mestadels sanna.